# John Casken
John Casken (Yorkshire, 1949), compositor inglês, professor de música na Universidade de Manchester desde 1992, nasceu em Barnsleu, Yorkshire, na Grã-Bretanha. Depois de frequentar a Universidade de Birmingham, Casken viajou até a Polônia em 1971 onde estudou na Academia de Música em Varsóvia com Witold Lutoslawski, quem exerceu grande influência em suas composições.